# Інзівська сільська рада
Інзівська сільська рада — колишній орган місцевого самоврядування у Приморському районі Запорізької області з адміністративним центром у с. Інзівка.

## Населені пункти
Сільській раді були підпорядковані населені пункти:
- с. Інзівка

## Склад ради
Рада складалася з 16 депутатів та голови.
Партійний склад ради: Партія регіонів — 10, Народна Партія — 2, Партія промисловців і підприємців України — 1, Самовисування — 3.

### Керівний склад ради
| ПІБ                    | Основні відомості                                                         | Дата обрання | Дата звільнення |
| ---------------------- | ------------------------------------------------------------------------- | ------------ | --------------- |
| Попова Нонна Євгенівна | Сільський голова, 1967 року народження, освіта, позапартійна              | 26.03.2006   | 31.10.2010      |
| Попова Нонна Євгенівна | Сільський голова, 1967 року народження, освіта вища, член Партії регіонів | 31.10.2010   |                 |

Примітка: таблиця складена за даними джерела